# Herz-Mariä-Kirche (Łyna)
Die Herz-Mariä-Kirche in Łyna (deutsch Lahna) ist ein Bauwerk aus der ersten Hälfte des 18. Jahrhunderts. Bis 1945 war sie das zentrale Gotteshaus des evangelischen Kirchspiels Lahna in Ostpreußen. Heute ist sie römisch-katholische Pfarrkirche im Erzbistum Ermland innerhalb der polnischen Woiwodschaft Ermland-Masuren.

## Geographische Lage
Łyna liegt acht Kilometer nördlich der Kreisstadt Nidzica (deutsch Neidenburg) und ist über Nebenstraßen von der Schnellstraße 7 und auch von der Woiwodschaftsstraße 545 aus zu erreichen. Die nächste Bahnstation ist Dobrzyń (Gutfeld) an der Bahnstrecke Działdowo–Olsztyn.
Der Standort der Kirche befindet sich in der Ortsmitte an der Straße nach Rączki (Rontzken, von 1938 bis 1945 Hornheim).

## Geschichte und Architektur
Die Kirche in Łyna wurde 1725/1726 errichtet. Von einer oder mehrerer Vorgängerkirchen gibt es keine Belege. Es handelt sich um einen einfachen verputzten Feldsteinbau mit holzverschaltem Dachturm im Westen. Die Sakristei ist im Südosten, eine Vorhalle im Norden angefügt.
Der Innenraum der Kirche ist flach überwölbt. Die Emporen gehen nur bis zur Hälfte der Längsseiten. Der Altar ist wohl aus dem Jahre 1680, er bildet mit der Kanzel ein Ganzes. Die Jahreszahl 1771 scheint auf eine Restaurierung oder Neubemalung hinzudeuten. Eine Orgel erhielt die Kirche im Jahre 1869. Die Glocken wurden 1900 und 1924 gegossen.
Ende des 19. Jahrhunderts wurde die Kirche umfänglich renoviert und am 10. August 1898 wieder eingeweiht. An diesem Tage fand in Lahna eine Generalkirchenvisitation statt, anlässlich derer hohe Kirchenvertreter aus Königsberg anwesend waren. Der Generalsuperintendent der Kirchenprovinz Ostpreußen Christian Braun hielt die Einweihungsrede. Der ehemalige Neidenburger Superintendent Kurt Stern beschrieb das damalige Innere der Kirche: „Was dem Eintretenden am meisten auffiel? War es der in warmem Braun gehaltene Fußbodenbelag, der das Rot der Ziegel im Altarraum und in den Gängen so angenehm verdeckte? War es der goldene Sternenhimmel, der dem früher so kahlen und weiß gestrichenen Deckengewölbe ein so feierliches Aussehen verlieh? War es der Anstrich der Seitenwände, der sich dem Braun des Gestühles, der Pfeiler und Empore so glücklich anpaßte? Waren es Altar und Kanzel, die eine neue Vergoldung erhalten hatten? Waren es die bunten Fenster an der Altarwand, welche die Geburt und die Himmelfahrt Christi, sowie den Kopf des Dornengekrönten zur Darstellung gebracht haben? Ich vermag es sicht zu sagen. Nur das weiß ich, daß die alte Kirche zu Lahna nach ihrer Renovation durch viele Jahre zu den schönsten evangelischen Kirchen des Kreises Neidenburg gehört hat.“
Nach 1945 wurde das Gotteshaus der römisch-katholischen Kirche übereignet, die es den veränderten liturgischen Bräuchen baulich anpasste und es dem Unbefleckten Herz der Jungfrau Maria widmete.

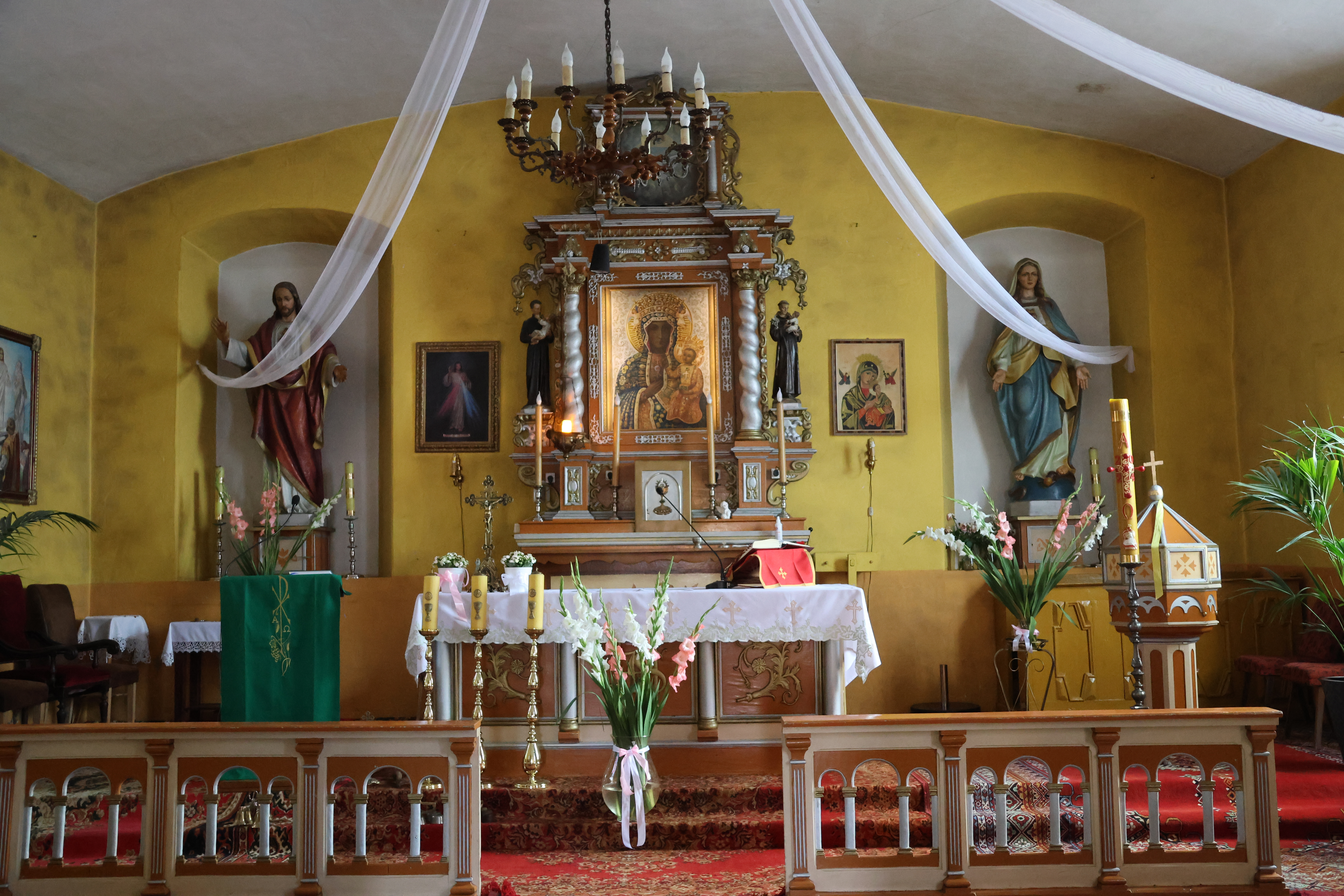
Kirche Lyna, Altaransicht

## Kirchengemeinde
Die Gründung der Kirche in Lahna geschah in vorreformatorischer Zeit. Mit Einführung der Reformation wurde sie lutherisch.

### Evangelisch

#### Kirchengeschichte
Der erste evangelische Geistliche in Lahna wurde 1527 genannt. Die seinerzeit zu Lahna gehörende Filialkirche in Januschkau (polnisch Januszkowo) war bereits vor 1721 eingegangen, da die Ortschaft wüst lag. Dem Pfarrort wurde jedoch ein stetig wachsendes Kirchspiel beigegeben, das 1925 16 Dörfer, Ortschaften und Wohnplätze umfasste. 1871 zählte das Dorf Lahna alleine 283 evangelische und 24 katholische Kirchenglieder, unter ihnen eine sehr große Anzahl von Polen, so dass die Gottesdienste auch in polnischer Sprache gehalten wurden. 1925 gehörten zum Kirchspiel Lahna 2800 Gemeindeglieder. Der Kirchspielort Jablonken (von 1938 bis 1945 Seehag, polnisch Jabłonka) hatte eine eigene Kapelle.
Aufgrund von Flucht und Vertreibung der einheimischen Bevölkerung erstarb in dem dann Łyna genannten Dorf die evangelische Gemeinde. Hier heute lebende evangelische Kirchenglieder gehören zur Heilig-Kreuz-Kirche Nidzica in der Diözese Masuren der Evangelisch-Augsburgischen Kirche in Polen.

#### Kirchspielorte
Zum Kirchspiel Lahna gehörten bis 1945:
| Deutscher Name                                     | Polnischer Name |
| -------------------------------------------------- | --------------- |
| Allendorf (bis 1899: Gut Lahna)                    | Łyna            |
| Dietrichsdorf (bis 1928 auch: Adlig Dietrichsdorf) | Wietrzychowo    |
| Glinken                                            | Glinki          |
| Gutfeld A (bis 1877: Dobrzienen)                   | Dobrzyń         |
| Jablonken A (1938–1945: Seehag)                    | Jabłonka        |
| Köllmisch Dietrichsdorf                            | Wietrzychówko   |
| Kommusin                                           | Koniuszyn       |
| Lahna                                              | Łyna            |

| Deutscher Name | Polnischer Name |
| -------------- | --------------- |
| Lahnamühle A   | Łyński Młyn     |
| Lykusen        | Likusy          |
| Orlau          | Orłowo          |
| Terten         | Pólko           |
| Radomin A      | Radomin         |
| Wickno         | Wikno           |
| Wolfsgarten    | Wilczyce        |
| Wolka A        | Wólka Orłowska  |

#### Pfarrer
Von der Reformation bis zum Ende des Zweiten Weltkriegs amtierten als evangelische Geistliche:
- NN., ab 1527
- Johann Radomski, bis 1560
- Stanislaus Quiatkowski, ab 1606
- Valentin Radomski, ab 1607
- Michael Gazaius, 1671/1697
- Martin Schwetling. 1692–1697
- Friedrich Wedecke, 1697–1699
- Johann Funck, 1699–1706
- Georg Lehmann, 1706–1723
- Johann Friedrich Tribel, 1724–1729
- Johann Christian Oloff, 1729
- Wilhelm Gottfried Möller, 1730–1740
- Georg Andreas Czwalina, 1740–1752
- Michel Ephraim Knopf, 1753–1795
- Christoph Marcus, 1795–1809
- Samuel Zdunowski, 1810–1813
- Carl Friedrich Wonsack, 1814–1831
- Johann Christoph Dopatka, 1832–1861
- Friedrich Herm. E. Nikolaiski, 1861–1867
- Gustav Adolf Preuß, 1867–1879
- Johann Fr. Gustav Koschorreck, 1884–1886
- Gustav Johannes Willamowski, 1886–1895
- August Ed. Walter Dziobeck, 1896–1903
- Johann Hermann Bolz, 1903–1910
- Otto Jul. Wilhelm Laskawy, 1911–1922
- Bruno Braczko, 1922–1933
- Paul Kurth, 1935
- Wolfram Eduard O. Maaß, ab 1936
- Erich Dank, ab 1937
- Helmut Gnoyke, 1940–1945

### Römisch-katholisch
Vor 1945 lebten nur sehr wenig katholische und zur Pfarrkirche Neidenburg im Dekanat Pomesanien des Bistums Ermland gehörende Kirchenglieder im Gebiet Lahna. Das änderte sich nach 1945, als polnische Neubürger nach Łyna übersiedelten und dann auch die evangelische Kirche für sich reklamierten. Am 5. April 1962 war es so weit: in Łyna wurde eine eigene Pfarrei errichtet, die nun zum Dekanat Nidzica im Erzbistum Ermland gehört. Angegliedert sind ihr die Filialorte Jabłonka (Jablonken, von 1938 bis 1945 Seehag) und Żelazno (Seelesen).